# 1890 en Grèce
Chronologie de la Grèce
- 1886
- 1887
- 1888
- 1889
- 1890
- 1891
- 1892
- 1893
- 1894

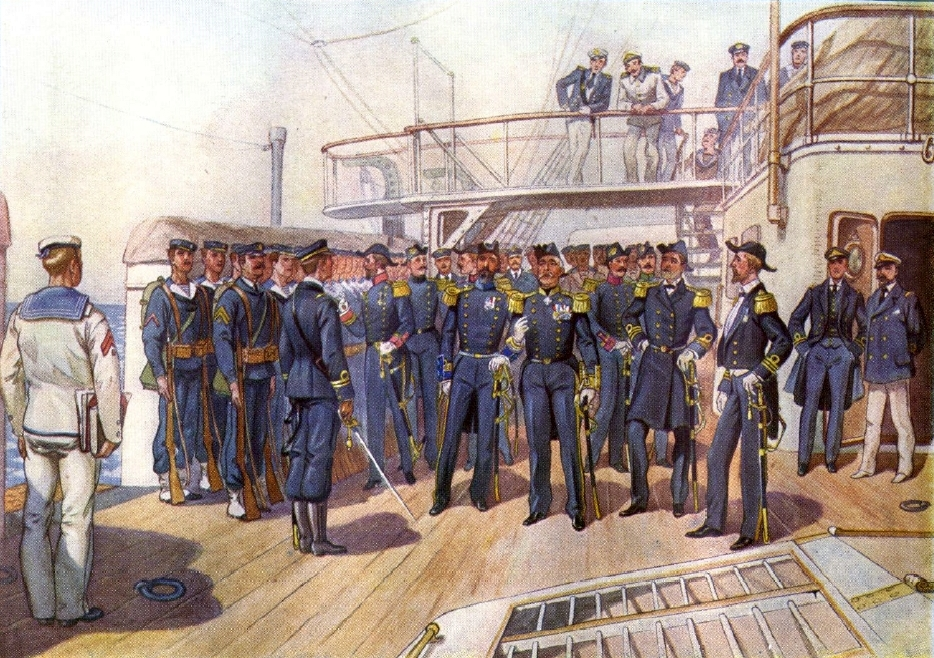
Les uniformes de style français ont été introduits dans la Marine royale hellénique par la mission navale française.

Cette page concerne les évènements survenus en 1890 en Grèce  :

## Évènement
- Fin de la mission navale française en Grèce
- 14 octobre : Élections législatives

## Création
- Institut d'astronomie, d'astrophysique, d'applications spatiales et de télédétection (en)
- Musée archéologique d'Éleusis
- Paniónios GSS (football)

## Naissance
- Dimítris Bógris (el), écrivain.
- Konstantínos Bótasis (el), escrimeur.
- Loukás Doúkas (el), sculpteur.
- Georges II (roi des Hellènes)
- Giórgos Kalafátis, footballeur.
- Strátis Myrivílis, écrivain.
- Maríka Papagíka (el), chanteuse.
- Geórgios Petrákis, résistant et personnalité politique.
- Dimítrios Skouzés (el), écrivain.
- Aléxandros Vrasivanópoulos (el), tireur sportif.

## Décès
- Efthýmios Chatzipétros (el), militaire.
- Nikólaos Deligiánnis, juriste.
- Mariánna Kamboúroglou, écrivaine.
- Fotiní Kolokotróni (el), dame de compagnie.